# Траоре, Амара (футболист, 2001)
Амара́ Траоре́ (фр. Amara Traore; род. 2 января 2001) — ивуарийский футболист, нападающий клуба «Арарат» (Ереван).

## Карьера
Начал карьеру у себя на родине в клубе «Расинг» из Абиджана. Дебютировал в Лиге Чемпионов КАФ в январе 2021 года. Дебютировал в Кубке конфедерации КАФ в феврале 2021 года в матче первого круга против «Пирамидс» из Египта.
В сентябре 2021 года стал игроком ереванского «Арарата». В армянской Премьер-лиге дебютировал в матче против «Пюника».